# Cratere Cassini (Luna)

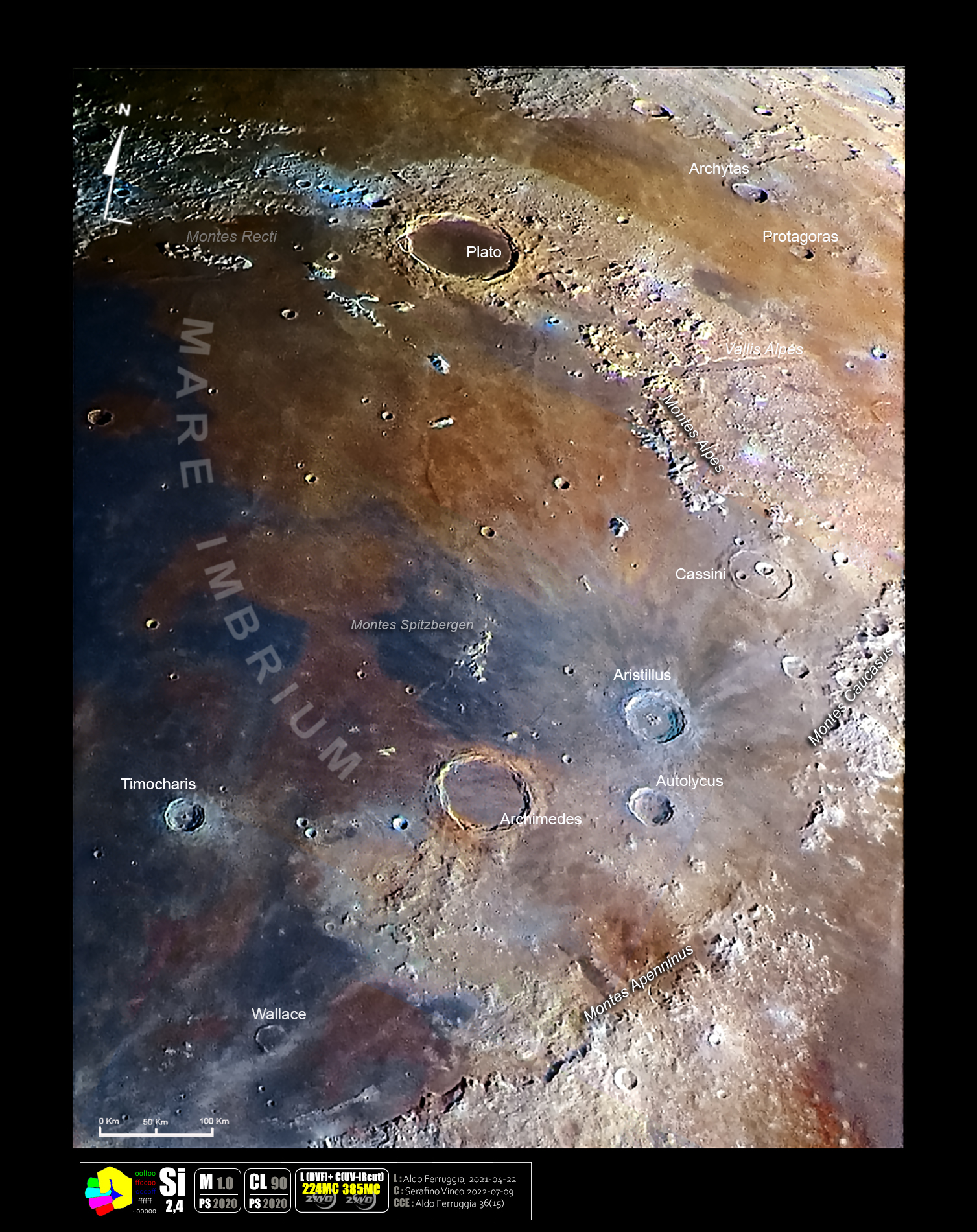
Il cratere e le strutture vicine in formato selenocromatico (Si)

Cassini è un cratere lunare di 56,88 km situato nella parte nord-orientale della faccia visibile della Luna, nella parte più orientale del Mare Imbrium in una zona che le vecchie mappe lunari identificavano come Palus Nebularum. A nord-est si trova il Promontorium Agassiz, l'estremo meridionale della catena montuosa di Montes Alpes.
A sud-sud-est di Cassini si trova il cratere Theaetetus. mentre a nordovest è possibile individuare il picco isolato del Mons Piton.
Il pianoro centrale del cratere è stato invaso dalla lava, portando ad ipotizzarne un'età pari o maggiore di quella del mare circostante. La sua superficie interna è costellata da una moltitudine di impatti minori, e da un paio di formazioni significative, entrambe completamente all'interno del bordo di Cassini. La maggiore dei due, Cassini A, si trova appena a nord-est del centro, insieme ad una zona collinare che si estende verso sud-est; la minore, Cassini B, è collocata presso il margine sudoccidentale.
Il bordo di Cassini è sottile e irregolare, ma è rimasto poco danneggiato dalla colata lavica. All'esterno del bordo si trovano consistenti depositi di materiale roccioso. 
Stranamente, questo cratere è assente dalle prime mappe della superficie lunare; con ogni probabilità l'omissione è dovuta ad un errore di uno dei primi estensori.
Il cratere è dedicato agli astronomi Giovanni e Jacques Cassini.

## Crateri correlati
Alcuni crateri minori situati in prossimità di Cassini sono convenzionalmente identificati, sulle mappe lunari, attraverso una lettera associata al nome.
| Cassini | Coordinate           | Diametro (in km) |
| ------- | -------------------- | ---------------- |
| A       | 40°30′36″N 4°46′48″E | 16,76            |
| B       | 40°01′12″N 3°52′12″E | 9,42             |
| C       | 41°45′36″N 7°48′00″E | 13,79            |
| E       | 42°58′48″N 7°20′24″E | 9,45             |
| F       | 40°55′12″N 7°16′48″E | 6,72             |
| G       | 44°43′48″N 5°27′36″E | 4,72             |
| K       | 45°11′24″N 4°05′24″E | 3,47             |
| L       | 43°59′24″N 4°24′36″E | 6,14             |
| M       | 41°22′48″N 3°45′00″E | 7,85             |
| P       | 44°49′48″N 1°51′36″E | 3,37             |
| W       | 42°21′N 4°15′E       | 5,46             |
| X       | 44°03′36″N 8°04′48″E | 4,4              |
| Y       | 41°58′48″N 2°09′36″E | 3,55             |
| Z       | 43°28′48″N 2°22′48″E | 4,69             |